# Kōki Takenaka
Kōki Takenaka (japanisch 竹中 公基 Takenaka Kōki; * 8. September 1992 in der Präfektur Osaka) ist ein japanischer Fußballspieler.

## Karriere
Takenaka erlernte das Fußballspielen in der Schulmannschaft der Seiritsu Gakuen High School. Seinen ersten Vertrag unterschrieb er 2011 bei Tokyo Verdy. Der Verein spielte in der zweithöchsten Liga des Landes, der J2 League. 2013 wechselte er zu Briobecca Urayasu. 2017 wechselte er zum Drittligisten Tochigi SC. Im Juli 2017 wechselte er zu Vanraure Hachinohe. 2018 wechselte er zu Tochigi SC. 2019 wechselte er zu Briobecca Urayasu.